# 야마토촌 (오카야마현 기비군)
야마토촌(大和村)은 오카야마현 기비군에 설치되었던 촌이다. 현재의 가가군 기비추오정의 일부에 해당한다.

## 역사
- 1889년 6월 1일 - 정촌제 시행에 의해 가야군 야마토촌이 발족하였다.
- 1900년 4월 1일 - 군의 통합에 의해 기비군에 소속되었다.
- 1955년 2월 1일 - 조보군 가미타케노쇼촌, 도요노촌, 시모타케노쇼촌, 요시카와촌과 합병, 정으로 승격해 가가군 가요정이 신설하여 폐지되었다.

## 참고문헌
- 角川日本地名大辞典 33 岡山県
- 『市町村名変遷辞典』東京堂出版、1990年。